# Schtschurowskia margaritae
Schtschurowskia margaritae är en flockblommig växtart som beskrevs av Jevgenij Korovin. Schtschurowskia margaritae ingår i släktet Schtschurowskia och familjen flockblommiga växter. Inga underarter finns listade i Catalogue of Life.